# Groupement de soutien de la base de défense de la Valbonne
 (août 2017).
Si vous disposez d'ouvrages ou d'articles de référence ou si vous connaissez des sites web de qualité traitant du thème abordé ici, merci de compléter l'article en donnant les références utiles à sa vérifiabilité et en les liant à la section « Notes et références ».
Le groupement de soutien de la base expérimentale de la Valbonne est un organisme interarmées relevant du chef d'état-major des armées et une formation administrative créée au 1er janvier 2009 pour soutenir, dans le domaine de l'administration générale et du soutien courant, la base de Défense de La Valbonne (commune de Béligneux) comprenant toutes les unités militaires de l'armée française stationnées au camp de La Valbonne.